# My Boss's Daughter
My Boss's Daughter (Brasil: A Filha do Chefe / Portugal: A Filha do Patrão) é uma comédia romântica de 2003. No filme o personagem Tom Stansfield (interpretado por Ashton Kutcher) é um pesquisador na companhia de publicidade, cujo chefe é o intimidador Jack Taylor (Terence Stamp). Tom é apaixonado pela filha de seu chefe Lisa Taylor (Tara Reid). Lisa é completamente controlada pelo pai superprotetor.

## Sinopse
Tom Stansfield (Ashton Kutcher) é um pesquisador em uma editora que trabalha sob a tirania de Jack Taylor (Terence Stamp). Tom está apaixonado pela filha de seu chefe, Lisa Taylor (Tara Reid), que é totalmente controlada por seu pai superprotetor. Ela revela a Tom que seu pai está fazendo ela ficar em casa na mesma noite que uma festa que ela quer participar, mas Tom convence-a a confrontar seu pai e ir para a festa de qualquer maneira. Lisa pergunta se ele pode ir para casa dela naquela noite, levando Tom a pensar que ela o convidou para a festa; na verdade, ela só quer que ele fique - ele relutantemente concorda. A comédia de erros se segue, incluindo o retorno do irmão mais velho de Lisa, Red, fugindo de traficantes de drogas. Red lança drogas no vaso sanitário, e em vez disso retorna um saco de farinha para um traficante de drogas. Uma das tarefas de Tom é proteger a coruja, O-J, que vive em uma gaiola aberta (incapaz de voar devido a uma profunda depressão com a perda do parceiro). Quando a bebida do pássaro cai no vaso do banheiro com a droga, o pássaro voa. A ex-secretária de Jack Taylor, Audry, vai para casa para tentar convence-lo a coloca-la de volta do trabalho. Depois de brigar com o namorado dela, ela fica na casa. Lisa volta para casa depois de descobrir que seu namorado Hans a traiu. Tom esconde tudo o que aconteceu e ela passa algum tempo com ele pensando que ele é homossexual. Ele esclarece que ele é heterossexual e gosta dela. Amiga de Audry acha que ela tem câncer de mama e pede a Tom para sentir seus seios. Lisa vê-los e está chateada com a situação.
T.J., o traficante de drogas, descobre sobre a droga falsa e ameaça matar Tom se ele não devolver o dinheiro. O traficante tenta abrir o cofre e roubar. No entanto, Tom dá pílulas para dormir misturadas com álcool, que deixa o traficante em coma. Achando que ele está morto, Audry e seus amigos o enterram. Mais tarde, T.J. levanta-se da sepultura e ameaça matar Lisa. Tom resgatá-la com a ajuda de Red e ela se apaixona por ele. Então ele vai encontrar seu pai, mas na forma como a coruja entra no carro para que Tom perdeu o controle do carro e colisão com a casa. A polícia encontrou na casa procurando por T.J. que está preso. Jack Taylor está indignado com o dano feito em casa e manda embora Tom. No dia seguinte, Jack Taylor ouvir o seu filho explicando a Lisa deve enfrentá-lo e ir por Tom. Jack percebe seus erros e promove Tom.

## Elenco
- Ashton Kutcher como Tom Stansfield
- Tara Reid como Lisa Taylor
- Terence Stamp como Jack Taylor
- Molly Shannon como Audrey Bennett
- Andy Richter como Jack "Red" Taylor Jr.
- Michael Madsen como T.J.
- Tyler Labine como Spike
- Jon Abrahams como Paul
- Patrick Crenshaw como Vizinho idoso
- Angela Little como Sheryl
- David Koechner como Speed
- Carmen Electra como Tina
- Kenan Thompson como Hans
- Jeffrey Tambor como Ken
- Dave Foley como Henderson

## Lançamento
O filme foi lançado pela Dimension Films em 22 de agosto de 2003, abrindo em #10 nas bilheterias estadunidenses e arrecadando $4,855,798 em seu primeiro fim de semana. Foi lançado no mercado interno em 2,206 cinemas e arrecadando $15,550,605 nos Estados Unidos. O filme também foi lançado nos cinemas estrangeiros e teve $2,640,400 com o seu maior bilheteria de $691,999 na Rússia e seu ponto mais baixo na República Tcheca, totalizando $18,191,005 mundialmente.

## Recepção
Baseado em 60 comentários recolhidos pelo Rotten Tomatoes, o filme tem uma classificação global de aprovação dos críticos de 9% com uma média de pontuação de 2.4/10. Metacritic, que atribui uma classificação de 100 comentários de críticos convencionais, o filme recebeu uma pontuação média de 16 (18 opiniões).
O filme recebeu três indicações ao Framboesa de Ouro, incluindo Pior Ator (Ashton Kutcher), Pior Atriz Coadjuvante (Tara Reid) e Pior Casal na Tela.